# Емельяновка (Воронежская область)
Емельяновка — посёлок в Грибановском районе Воронежской области.
Входит в состав Кирсановского сельского поселения.

## География

### Улицы
- ул. Октябрьская.

## Население
| 2010 |
| ---- |
| 35   |